# C/2014 UN271 (Bernardinelli-Bernstein)
C/2014 UN271 (Bernardinelli-Bernstein), o 2014 UN271, o cometa Bernardinelli–Bernstein, es un cometa potencialmente grande de la nube de Oort descubierto por los astrónomos Pedro Bernardinelli y Gary Bernstein, en imágenes de archivo del Observatorio de la Energía Oscura. La primera vez que fue observado, en octubre de 2014, el objeto se encontraba a 29 UA (4300 millones de kilómetros) del Sol, casi tan lejano como la órbita de Neptuno, la mayor distancia a la que había sido descubierto un cometa. Para 2021, se aproximó al Sol a una distancia entre 19 UA (2800 millones de kilómetros) y 21 UA (3100 millones de kilómetros) y alcanzará el perihelio a 10.9 UA (justo fuera de la órbita de Saturno) en enero de 2031. La incertidumbre actual de la regla empírica en la distancia del cometa del Sol es ±60000 km.

## Descubrimiento
C/2014 UN271 fue descubierto por los astrónomos Pedro Bernardinelli y Gary Bernstein en una búsqueda asistida por algoritmos para objetos transneptunianos de movimiento lento en imágenes de archivo del Observatorio de la Energía Oscura (DES), en el Observatorio Interamericano del Cerro Tololo. Fue detectado en el lugar 22 de 42 imágenes de magnitud aparente del DES, que abarcaban del 10 de octubre de 2014, a noviembre de 2018. El largo arco de observación de las imágenes del DES, revelaron que el objeto estaba en una trayectoria casi parabólica hacia el sistema solar, lo que implicaba un origen cometario de la nube de Oort, a pesar de la apariencia aparentemente asteroidal (en forma de punto) en las imágenes. Cuando el DES capturó la imagen por primera vez, el objeto se localizaba en la constelación austral de Sculptor, dentro de la órbita de Neptuno, a una distancia de 29.0 UA (4300 millones de km) del Sol. El relativamente alto brillo del objeto desde esa distancia, indicaba que su diámetro debía de ser de al menos 100 km, un tamaño excepcionalmente grande para un objeto de origen cometario.
El objeto recibió inicialmente la designación provisional de planeta menor «2014 UN271», donde «2014» es el año en que se tomó la primera imagen de su descubrimiento, «U» es el medio mes de descubrimiento (segunda mitad de octubre) y «N271» es el contador de descubrimiento de ese medio mes. Tras la confirmación de actividad cometaria del Centro de Planetas Menores, el objeto recibió su designación cometaria actual C/2014 UN271 (Bernardinelli-Bernstein), con el prefijo «C/» indicando una órbita no periódica.

## Propiedades de su núcleo

### Tamaño y masa
Las mediciones de emisiones radiotérmicas realizadas por el radiotelescopio ALMA en 2021, estimaron un diámetro máximo de 137 ± 17 km para el núcleo de C/2014 UN271, suponiendo una contaminación insignificante para la emisión térmica del núcleo por una coma de polvo oculta. Las mediciones de ALMA no han descartado la posibilidad de que una coma de polvo contamine hasta el 24% de la emisión térmica del núcleo, así que su diámetro real pudiera ser menor. Observaciones del telescopio espacial Hubble confirmaron el gran tamaño de C/2014 UN271 en 2022, situando un diámetro límite inferior de 19 ± 15 km para la máxima contaminación de una posible coma de polvo.
Incluso con su diámetro mínimo estimado, C/2014 UN271 es el cometa más grande de la nube de Oort descubierto, siendo 50 veces más grande que un cometa típico, de menos de 2 km de diámetro. El cometa más grande de período largo era C/2002 VQ94 (LINEAR), con un diámetro de 96 km, seguido por el cometa Hale-Bopp, de 74 km. El único cometa conocido más grande que C/2014 UN271, es el centauro activo 95P/Chiron, que tiene un diámetro aproximado de 215 km.
Medios de comunicación apodaron al C/2014 UN271 como un «mega cometa», e incluso algunos afirmaron que se trataba de un posible planeta enano. Sin embargo, C/2014 UN271 se encuentra muy por debajo del umbral de 400–1,000 km de diámetro para el equilibrio hidrostático; no se trata de un planeta enano ya que no es lo suficientemente masivo como para volverse esférico por su propia gravedad. Además, los núcleos de cometas del tamaño de C/2014 UN271, suelen tener densidades aparentemente bajas por debajo de 1 g/cm3, lo que indica estructuras interiores altamente porosas, en contraste con los núcleos sólidos y diferenciados de los planetas enanos.
Mientras que la masa y densidad de C/2014 UN271 no ha sido medida aún, una estimación aproximada de la NASA sitúa su masa en 450 cuatrillones de kg, unas 100 mil veces mayor que las de un cometa típico.

### Albedo y color
Sin su coma, el núcleo de C/2014 UN271 tiene una magnitud absoluta visual (Banda V) de 8.63 ± 0.11, que se calcula a partir de su distancia y magnitud aparente. Dado el diámetro mínimo estimado (119 km) y magnitud absoluta, se calcula que su núcleo tiene un albedo geométrico visual por debajo de 4.4% ± 1.2%, lo que significa que solo refleja el 4.4% ± 1.2% de la luz visible, volviendo su superficie más oscura que el carbón. Para el diámetro máximo estimado (137 km), el albedo mínimo de su núcleo sería de 4.4% ± 1.2%. El bajo albedo de C/2014 UN271 es una característica del núcleo de los pequeños cometas, tanto de corto, como de largo período, lo que sugiere una falta de correlación entre el albedo, el tamaño del núcleo, y el tipo de órbita de los cometas del sistema solar. Los albedos bajos de los núcleos cometarios, generalmente se le atribuyen a la deposición de carbono, compuestos orgánicos, y sulfuros producidos por rayos cósmicos que disocian las moléculas en la superficie del núcleo.
Las observaciones ópticas de C/2014 UN271 durante su paso de entrada, demuestran que su núcleo aparece más reflectante en longitudes más largas, lo que indica un color moderadamente rojo (aunque ligeramente menos rojo) similar a la mayoría de los cometas de período largo. Se espera que el albedo y color del núcleo de C/2014 UN271 cambie con el tiempo debido a su actividad cometaria, especialmente después de su paso por el perihelio, cuando las temperaturas decaen; su núcleo es lo suficientemente masivo como para recuperar gravitacionalmente la eyección helada sublimada en su superficie, similar a lo que se ha observado en el cometa Hale-Bopp en su perihelio.

## Observaciones
La magnitud absoluta de 2014 UN271 en las imágenes de su descubrimiento, era de 7.8. Suponiendo que tuviera una apariencia asteroidal en ese entonces, esto sugería que el núcleo del cometa era alrededor de 100 km de diámetro. Sin embargo, de haber existido una coma presente al momento de las observaciones originales, hubiera sido considerablemente pequeña. La coma fue reportada por primera vez el 22 de junio del 2021, por Tim Lister con un telescopio del Observatorio Las Cumbres, en Sutherland Sudáfrica; y por Luca Buzzi, en el SkyGems Remote Telescope, en Namibia. El cometa era más brillante que lo previsto y Skygems reportó una coma ligeramente alargada de 15 segundos de arco de ancho aproximadamente. Para ese entonces, la distancia heliocéntrica del objeto era de 20.18 UA (3000 millones de kilómetros). Imágenes archivadas del TESS muestran que el cometa tenía una coma difusa cuando estaba a 23.8 UA (3600 millones de kilómetros), indicando que estaba activo en fechas anteriores. Un reexamen de imágenes del Observatorio de la Energía Oscura, también identificó una coma difusa indicando que la actividad comenzó cuando el cometa estaba aproximadamente a 26 UA. La tasa de aumento del brillo de la coma es consistente con que esté generada de CO2 y NH3. La actividad de los cometas se había observado anteriormente hasta 25.8 UA (3900 millones de kilómetros) del Sol en unos cuantos cometas, como C/2010 U3 (Boattini).

### Explosión de 2021
El 9 de septiembre de 2021, el Observatorio Las Cumbres detectó una aparente explosión en el cometa, según un informe del 14 de septiembre. Se iluminó con una magnitud de 0.65 comparado con imágenes tomadas más temprano el mismo día. Para ese momento, el cometa estaba a 19.89 UA (3000 millones de kilómetros) del Sol, y a 19.44 UA (2900 millones de kilómetros) de la Tierra.

## Órbita

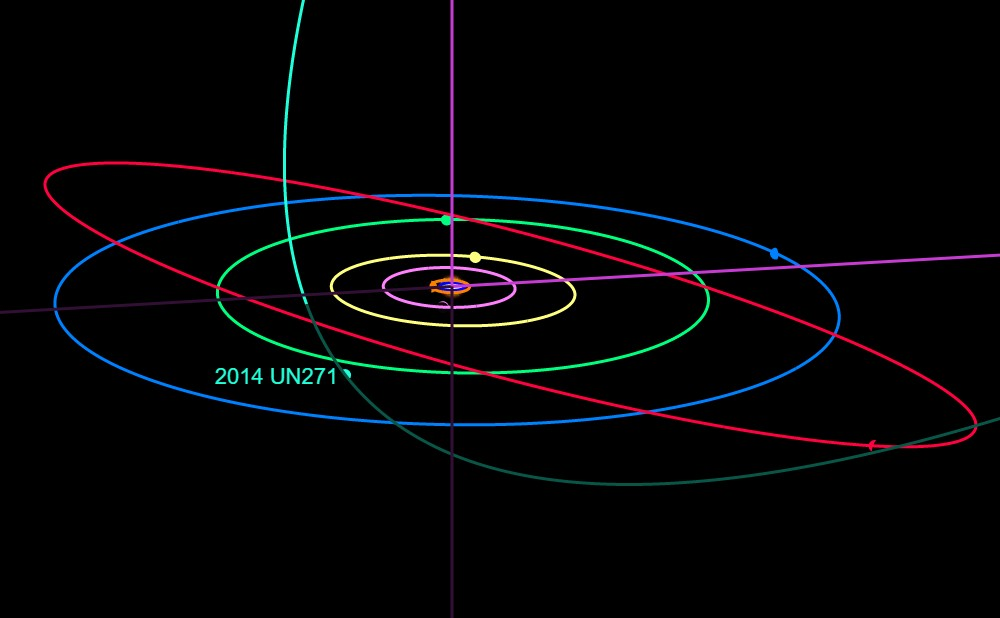
Diagrama de la órbita de

Con un arco de observación de varios años utilizando decenas de observaciones, la órbita de C/2014 UN271 se conoce con seguridad. Su órbita entrante en 1950, calculada por el sistema JPL Horizons, tiene un semieje mayor de 20,000 UA (0.3 al). Esto indica que estaba en su distancia más lejana, o afelio de 40,000 UA (0.6 al) en la nube de Oort hace alrededor de 1,5 millones de años. Llegará al perihelio (la aproximación más cercana al Sol) alrededor del 23 de enero de 2031, a una distancia de 10.95 UA, justo fuera de la órbita de Saturno. Hará su aproximación más cercana a la Tierra alrededor del 5 de abril de 2031, a una distancia de 10.11 UA. Cruzará el plano de la eclíptica en agosto de 2033, cuando salga a ~12 UA del Sol. Su período orbital de salida será de aproximadamente 4.5 millones de años, con una distancia de afelio de 54,000 UA (0.9 al) aproximadamente. El objeto está ligado muy débilmente al Sol, y está sujeto a perturbaciones por la marea galáctica mientras se encuentra en la nube de Oort.
Con una declinación actual de -47°, se aprecia mejor desde el hemisferio sur. Su actividad y evolución cometaria será monitoreada por el Observatorio Vera C. Rubin en su aproximación al perihelio. Una vez ahí, no se espera que sea más brillante que Plutón (magnitud 13-16), y es más probable que alcance el brillo del satélite de Plutón, Caronte, (magnitud 16.8) ya que el cometa no ingresará sistema solar interior, donde los cometas se vuelven más notablemente activos. Incluso si alcanza la magnitud de Plutón, requerirá de un telescopio de 200 mm para ser visto. Los centauros (2060) Chiron, y (5145) Pholus, de tamaño similar, se acercan al Sol más que C/2014 UN271.